# Яковлев, Григорий (религиозный деятель)
Григорий Яковлев (в монашестве Гермоген, в поморском крещении — Харитоний; 1703—1756, Новоиерусалимский монастырь) — старообрядец, перешедший в православие нового обряда, автор сочинения «Извещение праведное о расколе беспоповщины».

## Биография
Происходил от православных родителей, позднее перешедших в старообрядчество даниловский беспоповщинский толк и поселившихся в Выговской пустыни. В Выгорецком монастыре Яковлев проходил должности пономаря, псаломщика, канонархиста и головщика. Прожив около 20 лет в Выгорецком монастыре, перешёл в Сергиев скит, где прожил семь лет. За это время Яковлев имел возможность близко узнать всех главных выгорецких деятелей, начиная с Данилы Викулова и Андрея Денисова. При нём происходило составление знаменитых «Поморских ответов» на вопросы Иеромонаха Неофита. Много странствовал по Лифляндии, Курляндии и Польше, довольно времени прожил в Москве. Оспаривал мнение беспоповцев о молении за царя, об антихристе и перекрещивании, после чего наставники запретили слушать его.

### Возвращение в православие нового обряда
Размышления и исследования о спорных религиозных вопросах привели Яковлева к соединению с православной церковью. По смерти отца, в 1748 году, Яковлев отправился в Санкт-Петербург. Принятый «благосердо» Святейшим Синодом, Яковлев представил ему свои тетради с выписками из святоотеческих книг в опровержение раскольнических лжеучений, а затем приступил к составлению «Извещения праведного о расколе беспоповщины», для представления также Св. Синоду в виде покаянного писания. Сочинение это он заключил просьбой к православным архипастырям — принять его в церковное общение, «иже четыредесятолетно гладом причащения истаеваемого»; он просил также определить его в какое-либо пристойное ему дело, но не «в мирском и любострастном жительстве», а «в тихости спасительного монашеского пристанища».
Есть основание полагать, что поступивший в 1755 году из игуменов Можайского Колоцкого монастыря в настоятели Переславского Данилова монастыря архимандрит Гермоген — именно бывший беспоповец Григорий Яковлев. Настоятелем Данилова монастыря архимандрит Гермоген был не более года.
В 1756 году он скончался в Воскресенском монастыре, именуемом Новым Иерусалимом.

## Сочинение Григория Яковлева
Сочинение Яковлева в подлиннике имеет следующее заглавие: «Испытание о раскольнических мнениях и исповедание о единой соборной истинной и православной церкви, вкупе и извещение праведное о расколе беспоповщины, в лето 1748-е, нелицемерное мое и чистое пред Господом Богом, многогрешного Григория Иаковлева сына». В нём говорится о еретиках, существовавших в греческой церкви, потом о еретиках, бывших в церкви российской — стригольниках, учениках Феодосия Косого, о начале раскола; излагается история поморского или Данилова раскольнического толка; произносится суждение о беспоповщинском расколе вообще. Изложив свою собственную биографию, автор сообщает сведения о всех лицах поморского и иных беспоповских согласий, которые были ему лично известны и о которых он знал из верных источников, а также сведения о сочинениях главных выгорецких учителей, о библиотеке Выгорецкого монастыря; наконец, предлагает свои соображения о средствах к ослаблению поморского раскола, или, как он выражается, о «способах к обращению раскольников иже в Суземке».
Яковлев несомненно обладал замечательным умом, обширной начитанностью, редкой памятью и, надобно полагать, большим ораторским талантом, — способностью убедительно и свободно излагать свои мысли в устных беседах, чем только и можно объяснить его решительное влияние на людей, подобных Алексею Иродионову, который называл его «дивным мужем». Но как писатель, Яковлев значительно уступает Алексею Иродионову. В его сочинении ощущается иногда недостаток строгой логической последовательности и правильности речи. Для истории раскола, особенно поморского, сочинения Яковлева — материал огромной ценности.
Профессор Н. И. Субботин издал четвёртую главу труда Яковлева, самую обширную и самую важную в историческом отношении, а из других извлёк только то, что представляет интерес для истории раскола. Сочинение Яковлева издано по рукописи, находящейся в библиотеке черниговской духовной семинарии (№ 141). Рукопись эта написана довольно красивой и тщательной скорописью, с фигурными заглавными буквами и некоторыми рисунками. В рукописи помещена составленная Яковлевым карта «Суземка раскольнического» в Заонежье, с обозначением существовавших в его время раскольнических скитов и земельных участков, весьма полезная для ознакомления с состоянием поморского раскола в половине XVIII столетия. Точная копия этой ландкарты приложена к изданию сочинения Яковлева, предпринятого Н. Субботиным: «Бывшего беспоповца Григория Яковлева Извещение праведное о расколе беспоповщины» (М., 1888; в нём же приведены биографические сведения об Яковлеве). Ныне хранится в Историческом музее, опубликована в каталоге выставки «Неизвестная Россия». М., 1994.

## Сочинения
Яковлев Г. Извещение праведное о расколе беспоповщины. М., 1888. С. 29.